# Eccardingi

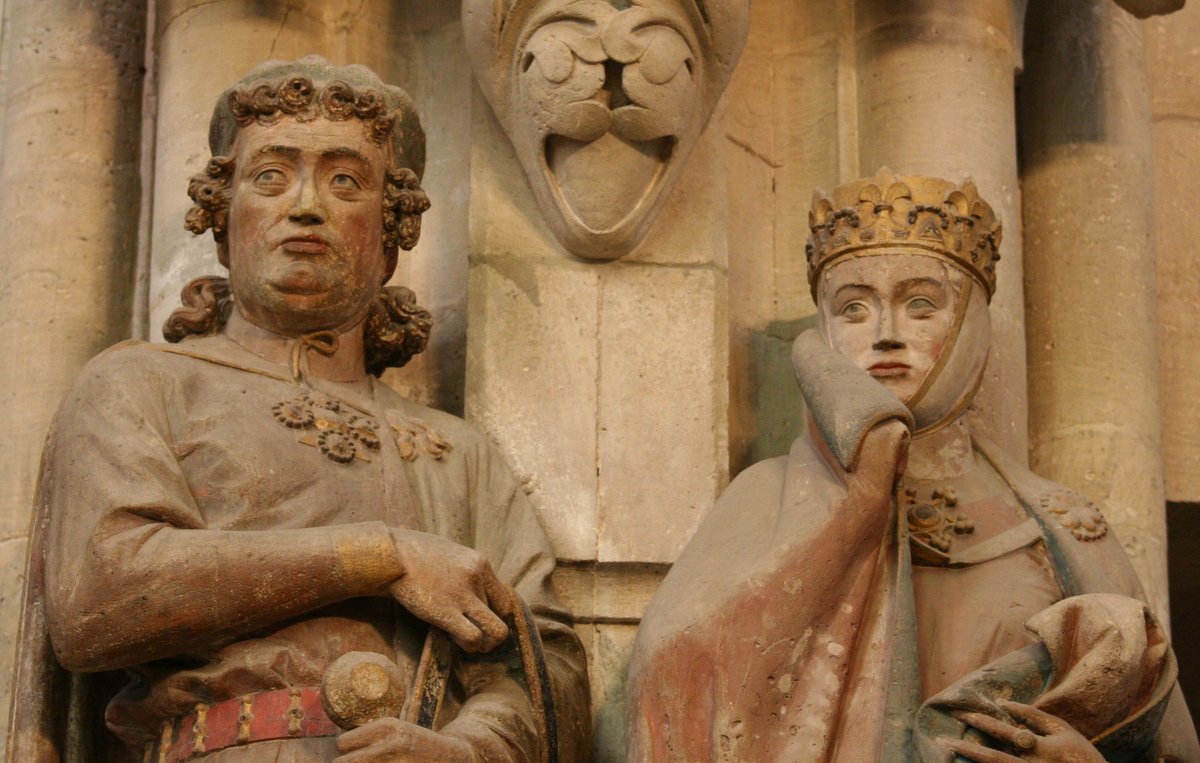
Statue di Eccardo II e Uta nella cattedrale di Naumburg

Gli Eccardingi (in tedesco Ekkehardiner) furono una nobile stirpe tedesca originaria della Turingia. Furono i margravi di Meißen dal 985 fino all'estinzione della dinastia nel 1046.

## Origini
La sede ancestrale degli Eccardingi, o almeno un importante castello della stirpe nella regione del Saale-Unstrut, era situata sulla sponda occidentale dell'Unstrut sul Kapellenberg a Kleinjena (nel 1258 chiamata Teutonica Ihene, Deutsche Ihen, Deutsch Jena in contrasto con Großjena, precedentemente chiamata Wendisch Jena, situata sull'altro lato dell'Unstrut). L'ubicazione dei loro beni ereditari e di altri possedimenti, come il Kuckenburg o l'Ekkhardsburg, li legavano saldamente alla Turingia e dal 965 in poi governarono anche come margravi sulla marca di Meißen e a volte anche sulla terra di Bautzen, confermando il loro ruolo egemone nella regione. La sepoltura di Eccardo I nell'urbs Gene è ancora oggi usata come argomento per il castello ancestrale vicino a Großjena o Kleinjena (citata nel 1002: «urbe, quae Geniun dicitur, 1033 urbs geni»). L'Annalista Saxo afferma che nel 1002 Eccardo «in sua urbe nomine Gene in parrochia Mogontiensi in loco ubi Sala et Unstrod confluunt, sepeliri fecit» (si fece seppellire nel suo castello chiamato Gene nella parrocchia di Magonza nel luogo in cui confluiscono il Saale e Unstrut).
Basandosi sul Leitname Eccardo (Ekkehard), Eduard Hlawitschka giunse alla conclusione che gli Eccardingi fossero una linea collaterale dei Liudolfingi: Eccardo († probabilmente 30 agosto 954) potrebbe essere figlio di Eccardo, morto nel 936 e a sua volta nipote del duca di Sassonia Ottone l'Illustre. Tuttavia, nessuna relazione familiare è menzionata nelle fonti scritte.

## Margravi di Meißen

### Günther di Merseburgo (965-982)
Günther di Merseburgo, figlio di un certo conte Eccardo menzionato nel 949, venne nominato margravio di Meißen sotto Ottone I nel 965. Egli partecipò alla campagna di Ottone II in Italia contro i Saraceni sotto l'emiro Abu al-Qasim e morì nella battaglia di Capo Colonna in Calabria il 13 luglio 982.

### Eccardo I (985–1002)
Nel 985 Eccardo I, figlio di Günther, ricevette il margraviato di Meißen.
Tentò, dopo la morte di Ottone III nel 1002, di salire al trono (vedi elezione reale del 1002), ma fu assassinato nello stesso anno nel palazzo di Pöhlde.

### Gunzelino di Kuckenburg (1002–1009)
Il re Enrico II inizialmente nominò il fratello di Eccardo, Gunzelino, margravio di Meißen, ma non fu in grado di impedire l'avanzata di Boleslao I di Polonia nel suo margraviato e fino all'Elster e, a seguito delle accuse dei suoi due nipoti davanti al re, quest'ultimo depose il margravio nel 1009 e lo imprigionò. Una leggenda non confermata narra che insegnò agli abitanti del villaggio di Ströbeck il gioco reale degli scacchi mentre era in cattività. Dopo duri combattimenti, le zone invase da Boleslao furono riconquistate e i figli di Eccardo riottennero i possedimenti ereditati, tra cui l'Eckartsburg e il margraviato di Meißen: prima Ermanno nel 1009 e, dopo la sua morte nel 1038, suo fratello Eccardo II.

### Ermanno I (1009–1038)
Intorno al 1010, sotto Ermanno I, i due fratelli avevano lasciato la loro sede vicino a Kleinjena e costruito un "Neu Burg" (in italiano "nuovo castello") - oggi Naumburg (Saale) - sulla riva orientale della Saale. La loro iniziativa di trovare un nuovo guado sulla Saale vicino ad Almerich e di dirigere la vecchia strada a lunga percorrenza per Lipsia, una strada reale (via regia) che veniva da Erfurt e continuava via Goseck, verso il territorio che controllavano sulla riva destra della Saale e di fondare la città di Naumburg, si rivelò di grande importanza: infatti questa importante rotta commerciale stabilì il collegamento tra l'Europa occidentale attraverso Francoforte sul Meno ed Erfurt con la Slesia e l'Europa orientale.

### Eccardo II (1038–1046)
Nel 1046, la stirpe degli Eccardingi si estinse con Eccardo II. Questa stirpe, che ebbe una grande influenza sulla politica imperiale, basò il suo potere sui feudi ecclesiastici e imperiali, ed essi riuscirono lentamente a trasformarli in bene ereditari. I numerosi castelli, come l'Eckartsburg sul Finne, costituirono un baluardo indispensabile per il loro governo. Nella cattedrale di Naumburg, le statue artisticamente eccezionali dei fondatori (Eccardo II con la moglie Uta di Ballenstedt ed Ermanno con la moglie polacca Regelinda) ricordano la nobile stirpe dei fondatori.

## Albero genealogico
1. Eccardo, † probabilmente 30 agosto 954, conte nel 949/950 - probabili antenati (Eccardo, † 936) vedi albero genealogico dei Liudolfingi
  1. Gunther di Merseburgo, † 13 luglio 982 nella battaglia di Capo Colonna presso Crotone, nel 968-976 e nel 979-982 margravio nella diocesi di Merseburgo, andò in Calabria nel 979 ⚭ Dubrawka di Boemia, anche Dubrava, Dobrava (tra il 925 e il 931-† 977 in Polonia), figlia del duca ceco della stirpe dei Přemyslidi Boleslao I e Biagota;
    1. Eccardo I, attestato nel 976, † ucciso il 30 aprile 1002 nel palazzo di Pöhlde, conte, dal 985 al 1002 margravio di Meißen, candidato all'elezione reale del 1002, fondò il monastero di Klein-Jena ⚭ Schwanhilde, † 26 novembre 1014, vedova del margravio Tietmaro, figlia di Emanno Billung, duca di Sassonia, sepolta nel monastero di Jena, dopo il 1028 trasferita al monastero di San Giorgio a Naumburg (Saale);
      1. Liutgarda, † 13 novembre 1012 ⚭ gennaio 1003 Guarniero, conte di Walbeck, margravio della Nordmark, † 11 novembre 1014;
      2. Ermanno I, † 1038, nel 1007 conte di Bautzen, nel 1009 margravio di Meißen, nel 1028 conte di Hassegau e del Gau Chutizi, dopo il 1028 lui ei suoi fratelli trasferirono il monastero di Klein-Jena a San Giorgio a Naumburg (Saale); ⚭ estate 1002 Regelinda (989-dopo il 21 marzo 1016, figlia di Boleslao I Chrobry, nel 992 principe e nel 1025 re di Polonia (Piast);
      3. Eccardo II, attestato nel 1009, † 24 gennaio 1046, conte nel Gau Chutizi e nel Burgward di Teuchern, nel 1032 margravio della marca di Lusazia, sepolto a Naumburg (Saale) ⚭ Uta, († 23 ottobre ...), probabilmente la margravina Uta di Naumburg, sorella di Esico, conte nel Schwabengau ecc. (Ascanidi);
      4. Gunther, † 1 novembre 1025, prima del 1001 cappellano della corte reale, nel 1009 cancelliere reale, dal 1024 al 1025 arcivescovo di Salisburgo;
      5. Eilward, † 24 novembre 1023, cappellano della corte reale, dal 1016 al 1023 vescovo di Meißen;
      6. Matilde ⚭ Teodorico I, † assassinato il 19 novembre 1034, nel 1017 conte a Eilenburg, nel 1021 conte nell'Hassegau, margravio di Lusazia;
      7. Oda, † 1025 ⚭ 3 febbraio 1018, presso il castello di Cziczani, Boleslao I Chrobry, nel 992 principe e nel 1025 re di Polonia, † 17 giugno 1025 (Piast).

    2. Gunzelino, † dopo il 1017, margravio di Meißen dal 1002 al 1009, deposto;
    3. Bruno, conte nel 1009.

- Gunther, vescovo di Bamberga (nato nel 1025), ultimo degli Eccardingi, nel 1054 cancelliere imperiale, consigliere dell'imperatrice Agnese, nel 1057 vescovo di Bamberga, † 23 luglio 1065.